# ریتز (سیگار)
ریتز (به انگلیسی: Ritz) یک برند سیگار ایجاد شده در برزیل است؛ مالک فعلی این برند آلتریا و بریتیش امریکن توباکو است. این برند در سال ۱۹۷۰ پایه‌گذاری گردید.